# Scopula youngi
Scopula youngi là một loài bướm đêm trong họ Geometridae.